# Chrosiothes venturosus
Chrosiothes venturosus là một loài nhện trong họ Theridiidae.
Loài này thuộc chi Chrosiothes. Chrosiothes venturosus được miêu tả năm 1997 bởi Marques & Buckup.